# إلين بيرغمان
إلين بيرغمان (بالسويدية: Elin Bergman)‏ هي مغنية سويدية، ولدت في 6 أغسطس 1995 في أوميو في السويد.

## وصلات خارجية
- إلين بيرغمان على موقع ميوزك برينز (الإنجليزية)